# Egyptisk matematik
Egyptisk matematik eller matematik i oldtidens Egypten er den matematik der blev udviklet og anvendt i det gamle Egypten fra ca. år 3000 til år 300 f.v.t. fra det gamle rige frem til begyndelsen af Det ptolemeiske kongedømme. Oldtidens egyptere anvendte et talsystem til at tælle og løse nedskrevne matematiske problemer, hvilket ofte involverede multiplikation og brøker.
Der er bevaret meget begrænset information om egyptisk matematik på papyrus. Fra disse tekster ved man, at egypterne forstod geometri, som eksempelvis at bestemme et overfladeareal og volumen på tredimensionelle former, hvilket var anvendeligt inden for egyptisk arkitektur, og algebra, som andengradsligninger.

## Tal
| Z1 |

| Z1 |

| V20 |

| V20 |

| V1 |

| V1 |

| M12 |

| M12 |

| D50 |

| D50 |

| I8 |

| I8 |

| C11 |

| C11 |

| Aa13 |

| Aa13 |

| r · Z2 |

| r · Z2 |

| D22 |

| D22 |

| r · Z1 · Z1 · Z1 · Z1 |

| r · Z1 · Z1 · Z1 · Z1 |

| r · Z1 · Z1 · Z1 · Z1 · Z1 |

| r · Z1 · Z1 · Z1 · Z1 · Z1 |